# Khandaker Abdur Rashid
Khandaker Abdur Rashid est un officier de l'armée bangladaise et un assassin fugitif du premier président du Bangladesh, Sheikh Mujib,.